# 譚志清
譚志清（Tam Chi Cheng，1919年—2010年），澳門人，耶穌會神父，為澳門海星中學第二任校長。

## 生平
譚志清讀完高中後，又攻讀六、七年的哲學、神學，在1945年7月，他正式成為神父。谭志清神父主持校政四十多年，学校得到不断发展，校舍不断扩充。
1959年戈振東神父奉调返葡萄牙，校长一职由谭志清神父继任。
譚神父擔任學校校長40多年來，他先後幫助無數貧困家庭度過困難和幫助貧困學生升學，扶貧助學精神備受學生和居民尊重愛戴。一群曾得到譚志清神父資助過的青年，他們以譚志清神父之名成立不牟利的慈善團體“志清慈善會”，永遠會長由譚志清神父擔任，繼續發揚譚神父扶貧助學精神，共同為建立和諧社會貢獻力量。
2002年12月8日，海星中學部的圖書錧，以他的名字命名為「譚志清神父圖書錧」。
2003年7月27日，譚志清神父晉鐸57週年暨榮休典禮。
2010年6月3日晚上，於澳門仁伯爵醫院內離世，居塵世91載。2010年6月12日於澳門主教座堂內舉行安魂彌撒，即日奉移至聖味基墳場內安葬。